# Водовміст гірських порід
Водовмі́ст гірськи́х порі́д (рос. водообильность горных пород, англ. watering of rock, нім. Wasserreichtum m) — кількість води, що виділяється породою. На відміну від водовіддачі гірських порід визначається ще додатковою кількістю води за рахунок підземних вод даного водоносного горизонту.
Син. — багатоводність гірських порід.